# Чечер, Вячеслав Леонидович
Вячесла́в Леони́дович Че́чер (укр. В`ячеслав Леонідович Чечер; род. 15 декабря 1980, Николаев) — украинский футболист, защитник. Выступал за сборную Украины.

## Карьера

### Клубная
Воспитанник николаевского футбола. В 15 лет перешёл в школу «Днепр-75». В дальнейшем подписал свой первый профессиональный контракт с криворожским «Кривбассом». С 19-ти лет стал играть в Высшей лиге Украины. Особо запомнилось его выступление на евроарене. Отыграл оба матча против сильного французского «Нанта». С 2001 года играет в донецком «Металлурге».
30 июля 2010 года было сообщено, что Вячеслав пополнил ряды «Кубани», в которой будет выступать на правах аренды. Однако 9 августа было сообщено, что контракт досрочно расторгнут по обоюдному согласию сторон, причиной тому стало желание Вячеслава принять участие в еврокубковых играх в составе львовских «Карпат», от которых ему пришло приглашение. В итоге «Кубань» пошла на встречу игроку, даже несмотря на уже подписанный контракт и внесение Чечера в официальную заявку клуба.
В июле 2015 года на правах свободного агента перешёл в луганскую «Зарю». Летом 2019 года завершил карьеру игрока.

### В сборной
В сборной Украины дебютировал 18 февраля 2004 года в товарищеском матче со сборной Ливии, вышел на 62-й минуте заменив Сергея Симоненко. В остальных матчах играл против Македонии, Словакии, Франции, всё в товарищеских играх. 13 октября 2004 года играл против Грузии в рамках отборочного цикла к чемпионату мира 2006.

## Достижения
- Бронзовый призёр чемпионата Украины (4): 2001/2002, 2002/03, 2004/05; 2016/17
- Финалист Кубка Украины (2): 2009/2010, 2011/12
- Матч 25 тура УПЛ сезона 2017/2018 «Заря» — «Шахтер» (01.04.2018) стал для него 400-м в Премьер-лиге.